# Curtiss P-40 Warhawk
El Curtiss P-40 Warhawk va ser un avió americà de combat d'un sol motor, d'un sol seient, tot de metall que va volar per primera vegada el 1938.

## L'avió
Va ser utilitzat per les forces aèries de 28 països, inclosos els de la majoria de les potències aliades durant la Segona Guerra Mundial, i va romandre en el servei de primera línia fins al final de la guerra. El novembre de 1944, quan va finalitzar la producció del P-40, havien estat construïts 13.738 aparells, tots a la planta principal de producció Curtiss-Wright Corporation a Buffalo, Nova York.
El disseny del P-40 era una modificació de l'anterior Curtiss P-36 Hawk, fet que va permetre reduir-ne el temps de desenvolupament i la seva ràpida entrada en producció i servei operatiu.
Warhawk és el nom que el Cos Aeri de l'Exèrcit dels Estats Units va donar-li a tots els models, essent el nom oficial en els Estats Units per a tots els P-40. La Commonwealth britànica i les forces soviètiques van usar el nom de Tomahawk pels models equivalents a la categoria P-40B i P-40C, i el nom Kittyhawk per als models equivalents a la categoria P-40D i totes les variants posteriors.
La manca d'un compressor de dues etapes en els P-40 els va fer inferiors als aparells Messerschmitt Bf 109 o als Focke-Wulf Fw 190 de la Luftwaffe i van ser utilitzats rarament en les operacions al nord-oest d'Europa. Entre 1941 i 1944, però, els P-40 van tenir un paper crític amb les forces aèries aliades en tres teatres principals de la guerra: nord d'Àfrica, el Sud-oest del Pacífic i la Xina. També van tenir un paper important en l'Orient Mitjà, Sud-est d'Àsia, Europa de l'Est, Alaska i Itàlia. El rendiment a gran alçada dels P-40 no va ser tan crític en aquests escenaris, on van servir com caces de superioritat aèria, escorta de bombarders i caces bombarders.
Els P-40 van entrar en combat per primera vegada amb els esquadrons britànics de la Força Aèria del Desert (DAF) a l'Orient Mitjà i les campanyes del nord d'Àfrica, el juny de 1941. L'esquadró 112 de la Royal Air Force va ser dels primers a operar Tomahawks, al nord d'Àfrica. També van ser els primers avions aliats a pintar-hi "boques de tauró", tot imitant dissenys semblants presents en caces Messerschmitt Bf 110 alemanys.
En els teatres on el rendiment d'alçada era menys important, els P-40 van demostrar ser combatents eficaços. Tot i que en la postguerra van guanyar la reputació de tenir un disseny mediocre, apte només per al suport aeri proper, els estudis més recents - incloent l'examen dels registres de cada un dels esquadrons aliats - indica que els P-40 van funcionar sorprenentment bé com un caça de superioritat aèria. Els P-40 oferien l'avantatge addicional del seu baix cost, que els va mantenir en producció com un lluitador d'atac a terra temps després d'haver quedat obsolet en la superioritat aèria.